# Tito Livio Burattini

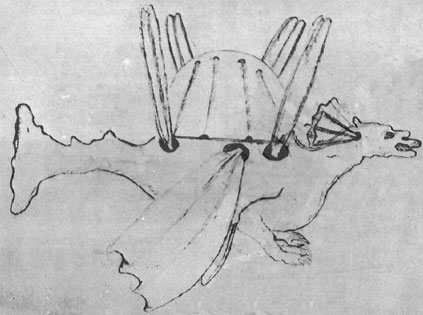
Burattini reste över hela världen, mätte olika strukturer och utformade maskiner som den här Dragon Volant ("Flygande Draken").

Tito Livio Burattini, född 8 mars 1617, död 17 november 1681, var en uppfinnare, arkitekt, egyptolog, forskare, mekaniker, ingenjör och adelsman.   Han föddes i Agordo, Italien och studerade i Padua och Venedig. År 1639 utforskade han den stora pyramiden i Giza med den engelska matematikern John Greaves.  Både Burattini och Isaac Newton använde mätningar av Greaves i ett försök att fastställa jordens omkrets.
Ett år efter att ha lämnat Egypten för Tyskland 1641, inbjöd kung Władysław IV honom till Polen. I Warszawa byggde Burattini ett modellflygplan med fyra fasta segelflygplansvingar år 1647. Planet beskrevs som "fyra par vingar och en kropp som liknar en drake", och det sades att det framgångsrikt lyft en katt 1648. Enligt Clive Harts "The Prehistory of Flight",  försäkrade han att "endast mycket lindriga skador" skulle uppkomma vid landning av planet.
Han utvecklade senare ett måttsystem baserat på tid, liknande dagens internationella enhetssystem, vilket han publicerade i sin bok Misura universale ("Universella mätenheter") år 1675 i Vilnius. Hans system innehåller metro cattolico  ("Katolsk (allmän) meter"). Den skiljer sig från den moderna metern med endast en halv centimeter  Han anses vara den första att rekommendera namnet meter  som en längdenhet.
Tillsammans med två andra han träffade i Kraków, utförde Burattini optiska experiment och bidrog till upptäckten av oegentligheter på ytan av Venus, jämförbara med dem på månen. Han gjorde linser för mikroskop och teleskop, och gav några av dem till kardinal Leopoldo de' Medici. Han har också byggt en räknemaskin, som han donerade till storhertig Ferdinando II som har likheter med både Blaise Pascals maskin och Napiers stavar. Han dog i Kraków 17 november 1681, 64 år gammal.